# Лінія зіткнення на Донбасі

Кадр сюжету «Мар'їнка — життя на лінії зіткнення» від 30.12.2014 р. (Радіо Свобода)

Лі́нія зі́ткнення, також Лінія розмежування — буферна зона на території Донецької та Луганської областей між підконтрольними Україні населеними пунктами та тимчасово окупованими територіями.

## Сутність терміна
Термін «лінія зіткнення» (або «лінія розмежування») застосовується відносно подій збройного конфлікту (від 2014 р.) на території вказаних областей. Постанови Кабінету міністрів України (наприклад, про перелік населених пунктів) використовують, але не розтлумачують цей термін. Лінія розмежування має відповідати мінським домовленостям 2014 року.

## Законодавчі документи
Розпорядження «Про внесення змін до розпорядження Кабінету Міністрів України від 7 листопада 2014 р. № 1085» віднесло 62 населені пункти Донецької області до таких, що розташовані на лінії розмежування. Серед них зокрема два міста обласного значення Бахмут та Торецьк, населені пункти Дебальцівської міськради та Артемівського, Волноваського, Мар'їнського та Ясинуватського районів.
Точні географічні координати лінії розмежування визначені Указом Президента України від 7 лютого 2019 р. № 32/2019.